# Louise van Rennenberg
Louise le Grand (Gent, 7 december 1864 – Linz am Rhein, 8 augustus 1929), vrijvrouwe van Eichhof en Rennenberg, was de echtgenote van vorst Frederik VI van Salm-Kyrburg.

## Leven
Louise sloot op 27 december 1883 in Londen een morganatisch huwelijk met Frederik VI van Salm-Kyrburg. Omdat het huwelijk niet ebenbürtig was, erfden hun kinderen slechts de titels van hun moeder en niet die van hun vader. Frederik VI was de enige zoon van vorst Frederik V, waardoor de lijn van Salm-Kyrburg uitstierf en alle titels overgingen op een zijlinie van het geslacht Salm, namelijk Salm-Salm.
Louise werd op 11 juni 1885 door Ernst II van Saksen-Coburg en Gotha verheven tot vrijvrouw van Eichhof. Op 1 maart 1917 werd zij door Wilhelm II van Duitsland verheven tot vrijvrouw van Rennenberg.
Frederik en Louise kregen zes kinderen, die de titel vrijheer (Freiherr) en vrijvrouw (Freiin) van Rennenberg droegen:
- Yvonne Ernestine Eleonore Rosalie Marie Cornelie (1884-1951)
- Maximiliaan Frederik Ernst Lodewijk Maria (1886-1948)
- Berthe (1887-1984)
- Charlotte Marie (1888-1909)
- Robert Oscar Lodewijk Ernst Maria (1889-1950)
- Lodewijk Karel Johan Maria (1890-?)